# Cantó d'Artenay
El cantó d'Artenay és un cantó francès del departament de Loiret, situat al districte d'Orleans. Té 10 municipis i el cap és Artenay.

## Municipis
- Artenay
- Bucy-le-Roi
- Cercottes
- Chevilly
- Gidy
- Huêtre
- Lion-en-Beauce
- Ruan
- Sougy
- Trinay

## Història
| Data d'elecció                           | Identitat            | Partit                      | Qualitat |
| ---------------------------------------- | -------------------- | --------------------------- | -------- |
| 1945-1949                                | Jean Darblay         | RI                          |          |
| 1949-19..                                | M. Godard            | Divers droite               |          |
| 19..-1961                                | M. Malon             | Divers droite               |          |
| 1961-1971                                | Jean-Claude Aldebert | Divers droite, després FGDS |          |
| 1971-1979                                | M. Lacombe           | Divers droite               |          |
| 1979-1998                                | José Cardona         | app. PS                     |          |
| 1998-2011                                | Philippe Paillet     | Divers droite               |          |
| 2011-                                    | Pascal Gudin         | Divers droite               |          |
| les dades anteriors no són pas conegudes |                      |                             |          |
|                                          |                      |                             |          |

## Demografia
| A partir de 1990: Població sense dobles comptes |